# Yamatarotes obtusus
Yamatarotes obtusus là một loài tò vò trong họ Ichneumonidae.